# Cantó de Saint-Jean-de-Bournay
El cantó de Saint-Jean-de-Bournay és un cantó francès del departament de la Isèra, situat al districte de Vienne. Té 15 municipis i el cap és Saint-Jean-de-Bournay.

## Municipis
| - Artas - Beauvoir-de-Marc - Châtonnay - Culin - Eclose - Lieudieu - Meyrieu-les-Étangs - Meyssiès | - Royas - Saint-Agnin-sur-Bion - Sainte-Anne-sur-Gervonde - Saint-Jean-de-Bournay - Savas-Mépin - Tramolé - Villeneuve-de-Marc |

## Història
| Data d'elecció                           | Identitat         | Partit           | Qualitat |
| ---------------------------------------- | ----------------- | ---------------- | -------- |
| 1949-1967                                | M. Montagnat      | radical          |          |
| 1967-1982                                | M. Lacroix        | Divers gauche    |          |
| 1982-                                    | Georges Colombier | UDF, després UMP |          |
| les dades anteriors no són pas conegudes |                   |                  |          |
|                                          |                   |                  |          |

| 1962  | 1968  | 1975  | 1982   | 1990   | 1999   | 2007   |
| ----- | ----- | ----- | ------ | ------ | ------ | ------ |
| 8.245 | 8.909 | 9.102 | 11.245 | 12.127 | 13.449 | 15.751 |